# Якун Намнежич
Якун Намнежич (Якун Намнежиц) — новгородский тысяцкий до 1215, между 1215 и 1219, и после 1219 г.

## Тысяцкий
Информация о получении должности тысяцкого отсутствует, известно только, что к 1215 г. он уже им был. Первым известием о тысяцком Якуне является его участие во главе посольства вместе с посадником Юрием Иванковичем к князю Ярославу Всеволодовичу в 1215 г. для того, чтобы пригласить князя на Новгородское княжение. В том же году Якуна Намнежича оклеветали Фёдор Лазутинич и Ивор Новоторжич. Князь Ярослав созвал вече, после которого он разграбил двор Якуна и его жены. Затем, согласно летописи, Якун идёт с посадником к князю, после чего князь повелевает схватить его сына Христофора 21 мая 1215 г. В итоге и сам тысяцкий Якун и его семья были подвергнуты расправе, причём посадник Юрий Иванкович пытался защитить Якуна.
Неизвестно когда он снова стал тысяцким, но в 1219 г. он им уже был. В этом же году тысяцкое он лишился в результате мятежа, учинённого боярами против князя Святослава Мстиславича и посадника Твердислава. После мятежа новым посадником стал Семён Борисович, а тысяцким — Семьюн Емин. Однако чуть позже вновь назначаются на прежние должности Твердислав и Якун.

## Семья
1. Якун
  1. Христофор Якунич